# Ehretia papuana
Ehretia papuana là loài thực vật có hoa trong họ Ehretiaceae. Loài này được S.Moore mô tả khoa học đầu tiên năm 1923.